# Take My Love
Take My Love was de debuutsingle van de Belgische band Good Shape uit 1993.
Op de originele single die eind 1993 werd uitgebracht, was Take My Love  het enige nummer. In 1994 verscheen een remix van de single. Het nummer verscheen in 1994 ook op het debuutalbum van Good Shape, Maniacs of Love.

## Meewerkende artiesten
- Producer: 
  - Koen De Beir
- Muzikanten:
  - Koen De Beir (keyboard)
  - Filip Vervaeke (zang)
  - Geert De Meyer (zang)
  - David Cantré (zang)

## Hitnoteringen
Take My Love werd in Vlaanderen een grote hit en een van de bestverkochte singles van 1994. Good Shape stond er 23 weken mee in de Vlaamse hitparade, waarvan vijf weken op de tweede plaats; de groep werd van de eerste plaats gehouden door respectievelijk La solitudine van Laura Pausini en Without You van Mariah Carey. In de Vlaamse jaarlijst van 1994 eindigde Take My Love eveneens op de tweede plaats, achter Love Is All Around van Wet Wet Wet.
Pas in de zomer van 1994, toen de single al uit de Vlaamse hitparade was verdwenen, bereikte Take My Love ook in Nederland de hitlijsten. Het succes was daar echter bescheidener: het behaalde de 31ste plaats in de Nederlandse Top 40 en de 35ste plaats van de Mega Top 50. Het zou in Nederland de enige hit blijven voor Good Shape.

### Vlaamse hitparade
| Hitnotering: 12-02-1994 t/m 16-07-1994 | Hitnotering: 12-02-1994 t/m 16-07-1994 | Hitnotering: 12-02-1994 t/m 16-07-1994 | Hitnotering: 12-02-1994 t/m 16-07-1994 | Hitnotering: 12-02-1994 t/m 16-07-1994 | Hitnotering: 12-02-1994 t/m 16-07-1994 | Hitnotering: 12-02-1994 t/m 16-07-1994 | Hitnotering: 12-02-1994 t/m 16-07-1994 | Hitnotering: 12-02-1994 t/m 16-07-1994 | Hitnotering: 12-02-1994 t/m 16-07-1994 | Hitnotering: 12-02-1994 t/m 16-07-1994 | Hitnotering: 12-02-1994 t/m 16-07-1994 | Hitnotering: 12-02-1994 t/m 16-07-1994 | Hitnotering: 12-02-1994 t/m 16-07-1994 | Hitnotering: 12-02-1994 t/m 16-07-1994 | Hitnotering: 12-02-1994 t/m 16-07-1994 | Hitnotering: 12-02-1994 t/m 16-07-1994 | Hitnotering: 12-02-1994 t/m 16-07-1994 | Hitnotering: 12-02-1994 t/m 16-07-1994 | Hitnotering: 12-02-1994 t/m 16-07-1994 | Hitnotering: 12-02-1994 t/m 16-07-1994 | Hitnotering: 12-02-1994 t/m 16-07-1994 | Hitnotering: 12-02-1994 t/m 16-07-1994 | Hitnotering: 12-02-1994 t/m 16-07-1994 | Hitnotering: 12-02-1994 t/m 16-07-1994 |
| Week:                                  | 1                                      | 2                                      | 3                                      | 4                                      | 5                                      | 6                                      | 7                                      | 8                                      | 9                                      | 10                                     | 11                                     | 12                                     | 13                                     | 14                                     | 15                                     | 16                                     | 17                                     | 18                                     | 19                                     | 20                                     | 21                                     | 22                                     | 23                                     |                                        |
| -------------------------------------- | -------------------------------------- | -------------------------------------- | -------------------------------------- | -------------------------------------- | -------------------------------------- | -------------------------------------- | -------------------------------------- | -------------------------------------- | -------------------------------------- | -------------------------------------- | -------------------------------------- | -------------------------------------- | -------------------------------------- | -------------------------------------- | -------------------------------------- | -------------------------------------- | -------------------------------------- | -------------------------------------- | -------------------------------------- | -------------------------------------- | -------------------------------------- | -------------------------------------- | -------------------------------------- | -------------------------------------- |
| Positie:                               | 28                                     | 20                                     | 16                                     | 6                                      | 6                                      | 4                                      | 2                                      | 2                                      | 3                                      | 3                                      | 3                                      | 3                                      | 2                                      | 2                                      | 2                                      | 4                                      | 4                                      | 6                                      | 9                                      | 12                                     | 22                                     | 35                                     | 47                                     | uit                                    |

### Nederlandse Top 40
| Hitnotering: 30-07-1994 t/m 13-08-1994 | Hitnotering: 30-07-1994 t/m 13-08-1994 | Hitnotering: 30-07-1994 t/m 13-08-1994 | Hitnotering: 30-07-1994 t/m 13-08-1994 | Hitnotering: 30-07-1994 t/m 13-08-1994 |
| Week:                                  | 1                                      | 2                                      | 3                                      |                                        |
| -------------------------------------- | -------------------------------------- | -------------------------------------- | -------------------------------------- | -------------------------------------- |
| Positie:                               | 36                                     | 34                                     | 31                                     | uit                                    |

### Mega Top 50
| Hitnotering: 23-07-1994 t/m 27-08-1994 | Hitnotering: 23-07-1994 t/m 27-08-1994 | Hitnotering: 23-07-1994 t/m 27-08-1994 | Hitnotering: 23-07-1994 t/m 27-08-1994 | Hitnotering: 23-07-1994 t/m 27-08-1994 | Hitnotering: 23-07-1994 t/m 27-08-1994 | Hitnotering: 23-07-1994 t/m 27-08-1994 | Hitnotering: 23-07-1994 t/m 27-08-1994 |
| Week:                                  | 1                                      | 2                                      | 3                                      | 4                                      | 5                                      | 6                                      |                                        |
| -------------------------------------- | -------------------------------------- | -------------------------------------- | -------------------------------------- | -------------------------------------- | -------------------------------------- | -------------------------------------- | -------------------------------------- |
| Positie:                               | 48                                     | 41                                     | 35                                     | 35                                     | 46                                     | 50                                     | uit                                    |